# Максимов, Константин Николаевич
Константин Николаевич Максимов (род. 5 августа 1937, Краснодар, Азово-Черноморский край) — государственный деятель, член Совета Федерации, председатель Народного Хурала Республики Калмыкия. Заслуженный деятель науки Российской Федерации (1997).

## Биография
Родился 5 августа 1937 г. в г. Краснодаре; окончил Московский государственный историко-архивный институт по специальности «организация государственного делопроизводства» в 1965 г., доктор исторических наук, профессор, академик Академии социальных наук РФ.
с 1971 г. по 1993 г. (с перерывами и по совместительству) — ассистент, доцент, профессор, заведующий кафедрой, декан, проректор Калмыцкого государственного университета.
1978—1990 — заведующий сектором, заместитель директора, директор Калмыцкого научно-исследовательского института истории, филологии и экономики.

### Политическая карьера
1983—1984 — секретарь парткома Калмыцкого госуниверситета; 1985—1989 — заместитель председателя Совета Министров Калмыцкой АССР.
в 1993 г. был избран председателем Парламента Республики Калмыкия; 16 октября 1994 г. был избран депутатом Народного Хурала Республики Калмыкия, 20 октября 1994 г. — его председателем.
18 октября 1998 г. был избран депутатом Народного Хурала Калмыкии второго созыва, с октября 1998 г. по февраль 1999 г. занимал пост его председателя.
в 1996—1999 годах по должности являлся членом Совета Федерации Федерального Собрания РФ, был членом Комитета по науке, культуре, образованию, здравоохранению и экологии.
В настоящий момент является главным научным сотрудником отдела федерального государственного бюджетного учреждения науки «Калмыцкий научный центр Российской академии наук».

## Награды
- Орден Почёта (21 сентября 2002 года) — за достигнутые трудовые успехи и многолетнюю добросовестную работу[2]
- Орден Дружбы (17 января 2012 года) — за большие заслуги в развитии науки и многолетнюю плодотворную деятельность[3]
- Медаль ордена «За заслуги перед Отечеством» II степени (12 декабря 2022 года) — за заслуги в научной деятельности и многолетнюю добросовестную работу[4]
- Заслуженный деятель науки Российской Федерации (12 март 1997 года) — за заслуги в научной деятельности[5]
- Почётная грамота Президента Российской Федерации (29 октября 2018 года) — за заслуги в развитии науки и многолетнюю плодотворную деятельность[6]
- Почётная грамота Президиума Верховного Совета Калмыцкой АССР
- Серебряная медаль Петра Великого «За заслуги в деле зарождения науки и экономики России»

## Публикации
1. Развитие советской национальной государственности (на материалах Калмыцкой АССР). Элиста: Калм. кн. изд-во, 1981.
2. Советская Калмыкия в составе СССР. Элиста: Калм. кн. изд-во, 1983. 128 с. (в соавторстве).
3. Навеки вместе. Элиста: Калм. кн. изд-во, 1984. 239 с. (в соавторстве).
4. Калмыкия — субъект Российской Федерации. М.: Республика, 1995. 320 с.
5. Парламент Калмыкии. Документальное издание. Элиста: Калм. кн. изд-во,1996. 196 с.
6. Калмыкия на рубеже веков. М.: изд-во «ЗелО»,1997. 310 с. (в соавторстве).
7. Калмыкия в национальной политике, системе власти и управления России (XVII—XX вв.). М.: Наука, 2002. 524 с.
8. На пути к демократии. Элиста: АПП «Джангар», 1998. 288 с. (в соавторстве).
9. История национальной государственности Калмыкии (нач. XVII—XX вв.). М.: информ.-изд. Дом «Профиздат», 2000. 312 с.
10. Высшие органы исполнительной власти Калмыкии: история и современность (1918—2000 гг.). Элиста: Калм. кн. изд-во, 2000. 255 с.
11. Трагедия народа: Репрессии в Калмыкии. 1918—1940-е годы. М.: Наука, 2004. 316 с.
12. Калмыки. Историко-этнографические очерки. Элиста: Калм. кн. изд-во, 2007. 429 с. (в соавторстве).
13. Великая Отечественная война: Калмыкия и калмыки. М.: Наука, 2007. 378 с.
14. Kalmykia in Russian’s past and present national policies and administrative system. Budapest-New-York: Central European University Press, 2008. 439 p.
15. Великая Отечественная война: Калмыкия и калмыки. 2-е изд., доп. М.: Наука, 2010. 406 с.
16. Калмыки в наполеоновских войнах. Элиста: ЗАОр «НПП Джангар», 2012. 519 с. (в соавторстве).
17. Калмыкия в советскую эпоху: политика и реалии. Элиста: Издательский Дом «Герел», 2013. 464 с.
18. Калмыкия и калмыки на защите Отечества (первая половина XX в.). «Джангар». Элиста, 2015. 348 с.
19. Введение // История Калмыкии с древнейших времен до наших дней. В 3-х т. Элиста: "Издательский дом «Герел», 2009. Т. 2. С. 5-21; 736—737.
20. Калмыкия в годы форсированного строительства социализма. Калмыкия в годы строительства социализма // История Калмыкии с древнейших времен до наших дней. В 3-х т. Элиста: "Издательский дом «Герел», 2009. Т. 2. Раздел III. Глава 2. С. 363—440; 771—774.
21. Калмыцкая АССР в годы Великой Отечественной войны. Депортация калмыцкого народа и восстановление республики (декабрь 1943—1950-е гг.) // История Калмыкии с древнейших времен до наших дней. В 3-х т. Элиста: "Издательский дом «Герел», 2009. Т. 2. Раздел IV. С. 441—641; 774—786.
22. Калмыцкая АССР в 1960—1990-е гг. // История Калмыкии с древнейших времен до наших дней. В 3-х т. Элиста: "Издательский дом «Герел», 2009. Т. 2. Раздел IV. С. 642—726; 786—789.
23. Заключение // История Калмыкии с древнейших времен до наших дней. В 3-х т. Элиста: "Издательский дом «Герел», 2009. Т. 2. Раздел IV. С. 727—732, 789.
24. Религиозная ситуация в 1917—1943 годах // История Калмыкии с древнейших времен до наших дней. В 3-х т. Элиста: "Издательский дом «Герел», 2009. Т. 3. Раздел II. Глава 5. С. 308—343.
25. Культура, литература и искусство // История Калмыкии с древнейших времен до наших дней. В 3-х т. Элиста: "Издательский дом «Герел», 2009. Т. 3. Раздел IV. Глава 1. С. 528—538
26. Калмыки в составе Донского казачества (XVII — середина XX вв.). Ростов-на-Дону, изд-во Южного научного центра РАН, 2016. 576 с., 32 с. ил.